# День матері (фільм)
«День матері» (англ. Mother's Day) — американський гостросюжетний фільм жахів режисера Даррена Лінн Боусман 2010 року, ремейк однойменного фільму 1980.

## Зміст
Троє братів-нальотчиків, один з яких поранений в перестрілці, намагаючись втекти від переслідування, ховаються в будинку свого дитинства. Вони не підозрюють, що їх будинок вже два місяці як належить новим господарям. Починається жорстоке протистояння, що розкриває темні таємниці кожного боку…

## Ролі
| Актор             | Роль                 |
| ----------------- | -------------------- |
| Ребекка Де Морней | Наталі «Мати» Коффин |
| Патрік Флугер     | Изаак «Айк» Коффин   |
| Воррен Коул       | Аддлі Коффин         |
| Метт О'Лірі       | Джонні Коффин        |
| Дебора Енн Волл   | Лідія Коффин         |
| Джеймі Кінг       | Бет Сохапі           |
| Френк Ґрілло      | Деніел Сохапі        |
| Брайана Евіган    | Аннет Ленгстон       |
| Шон Ешмор         | Джордж Барнум        |
| Тонні Наппо       | Дейв Лоу             |
| Алекса Вега       | Дженна Лютер         |
| Ліза Маркос       | Джулі Росс           |
| Кендіс Макклюр    | Джина Джексон        |
| Лірик Бент        | Трешон Джексон       |
| Джессі Русу       | Меліса МакГуайр      |
| Ей Джей Кук       | Віккі Райс           |
| Дж. Лароз         | Террі                |
| Джей Лароуз       | охоронець у шпиталі  |
| Стен Ліски        | санітар              |

## Знімальна група
- Режисер — Даррен Лінн Боусман
- Сценарист — Чарльз Кауфман, Воррен Лейт, Скотт Мілан
- Продюсер — Бретт Ретнер, Річард Саперштейн, Джей Стерн, Брайан Віттен, Карл Маззокон, Марк Берг, Орен Коулеса
- Композитор — Боббі Джонстон